# 赫拉奇夫卡
赫拉奇夫卡（烏克蘭語：Грачівка）是位於烏克蘭東部的村莊，由哈爾科夫州庫皮揚斯克區的維利胡瓦特卡市鎮負責管轄。該村始建於1699年，面積1.13平方公里，海拔高度183米，2001年人口140，人口密度每平方公里124.2人。